# Station Münchehof (Harz)
Station Münchehof (Harz) (Bahnhof Münchehof) is een spoorwegstation in de Duitse plaats Münchehof, in de deelstaat Nedersaksen. Het station ligt aan de spoorlijn Seesen - Herzberg. 

## Indeling
Het station beschikt over één zijperron, die niet is overkapt maar voorzien van abri's. Het perron is te bereiken vanaf de straat Wildemannstraße, in deze straat bevindt zich ook een bushalte. Ten zuiden van het station is er nog een rangeerterrein, die gebruikt wordt door de Kalkfabriek. Daarnaast wordt het emplacement gebruikt voor het kruizen van reizigerstreinen, wanneer er een trein vertraagd is en kruisen in Gittelde/Bad Grund (Harz) niet mogelijk is.

## Verbindingen
De volgende treinserie doet het station Münchehof (Harz) aan:
| Serie | Treinsoort                   | Route                                                                                  | Bijzonderheden                  |
| ----- | ---------------------------- | -------------------------------------------------------------------------------------- | ------------------------------- |
| RB 46 | Regionalbahn (DB Regio Nord) | Braunschweig Hbf – Salzgitter-Ringelheim – Seesen – Münchehof (Harz) – Herzberg (Harz) | 1x per twee uur in het weekend. |